# Municipio de Forest (condado de Rice)
El municipio de Forest (en inglés: Forest Township) es un municipio ubicado en el condado de Rice en el estado estadounidense de Minnesota. En el año 2010 tenía una población de 1233 habitantes y una densidad poblacional de 13,35 personas por km².

## Geografía
El municipio de Forest se encuentra ubicado en las coordenadas 44°24′48″N 93°20′21″O / 44.41333, -93.33917. Según la Oficina del Censo de los Estados Unidos, el municipio tiene una superficie total de 92.36 km², de la cual 83,19 km² corresponden a tierra firme y (9,92 %) 9,16 km² es agua.

## Demografía
Según el censo de 2010, había 1233 personas residiendo en el municipio de Forest. La densidad de población era de 13,35 hab./km². De los 1233 habitantes, el municipio de Forest estaba compuesto por el 96,84 % blancos, el 0,57 % eran afroamericanos, el 0,16 % eran amerindios, el 0,65 % eran asiáticos, el 0,81 % eran de otras razas y el 0,97 % eran de una mezcla de razas. Del total de la población el 1,46 % eran hispanos o latinos de cualquier raza.